# Праммер, Барбара
Барбара Праммер (нем. Barbara Prammer, 11 января 1954, Отнанг-на-Хаусруке, Австрия — 2 августа 2014, Вена, Австрия) — австрийский государственный деятель, председатель Национального совета Австрии (2006—2014).

## Биография
В 1973 году окончила коммерческий колледж в Фёклабруке (Верхняя Австрия Vöcklabruck). Затем работала в муниципальном офисе Оттнанг. В 1986 году окончила факультет социологии Университета Линца им. Иоганн Кеплер, получив степень магистра социальных и экономических наук. До 1989 года являлась социальным педагогом в Центре реабилитации Линца и референтом государственной службой занятости федеральной земли Верхняя Австрия.
В 1990 году она была избрана председателем женского совета Социал-демократической партии федеральной земли Верхняя Австрия, эту должность политик занимала до 2005 года.
- В 1991—1995 годах — депутат и вице-президент замельного парламента Верхней Австрии,
- В 1995 году — избрана членом федерального совета Социал-демократической партии Австрии (СПА) и заместителем председателя партии,
- В 1995—1997 годах — министр жилищного строительства и охраны природы Верхней Австрии,
- В 1997—2000 годах — министр по делам женщин и защите прав потребителей Австрии. На этом посту добивалась законодательного закрепления положений о полном гендерном равноправии. В период её пребывания в должности министра австрийские женщины получили право на военную службу, а также на работу в ночные часы.
- В 1999 году — была избрана в Национальный совет, в 2000 году стала заместителем председателя фракции СПА,
- В 2004—2006 годах — вице-президент Национального совета Австрии. (Была членом президентского триумвирата в июле 2004 года)

С 2006 года — президент Национального совета Австрии.
После того как она переехала в Вену её муж, Вольфганг Праммер, работавший в Линце в земельном отделении федеральной палаты рабочих и служащих, был обвинен женщиной-секретарём этого учреждения в сексуальных домогательствах. Праммер встала тогда на сторону секретарши. В 2001 году она развелась. Умерла от рака. Похоронена на Центральном кладбище Вены.

## Награды
- Большой крест Почётного знака «За заслуги перед Австрийской Республикой» (2000)
- Большой крест Ордена «За заслуги перед Итальянской Республикой» (2007)
- Командор Ордена Почётного легиона (2014)
- Большой Почётный золотой знак Провинции Верхняя Австрия
- Медаль Австрийского Общества Альберта Швейцера